# Hans Pauli Strøm
Hans Pauli Strøm (Vágur, 1947. december 28.) feröeri szociológus, politikus, a Javnaðarflokkurin tagja, korábbi szociális és egészségügyi miniszter.

## Pályafutása
1980-1986 között a koppenhágai Føroyahúsið (feröeri ház) vezetője volt. 1988-tól osztályvezető volt a Hagstova Føroyánál.
1998-ban választották be a Løgtingbe, ahol 2002-ig volt képviselő. Ezt követően 2004-ig a párt titkára volt, majd szociális és egészségügyi miniszteri posztot kapott Jóannes Eidesgaard kormányában. Ezt a tisztségét a 2008-as választásokat követően, illetve az őszi kormányválság után, 2008. szeptember 26-án felálló új kabinetben is megtarthatta.
2009 júliusában súlyos vádak érték. Jaspur Vang, a Løgting vizsgálóbizottságának elnöke szerint tárcájánál 2005 és 2008 között több mint 170 millió koronával többet költött el a költségvetésben rögzítettnél, ezzel megsértve a vonatkozó törvényeket. Július 8-án Anfinn V. Hansen és Bjørn á Heygum ügyvédek azt nyilatkozták, hogy le kellene mondania. Másnap Tórbjørn Jacobsen világossá tette, hogy a Tjóðveldi bizalmatlansági indítványt nyújt be ellene, ha Ólavsøkáig nem mond le. Július 13-án a Javnaðarflokkurin belső megbeszélést tartott, majd sajtótájékoztatón jelentették be, hogy Strøm azonnali hatállyal lemond miniszteri pozíciójáról.

## Magánélete
Szülei Herborg és Torkil Strøm Vágurból. Felesége Gyðja Hjalmarsdóttir Didriksen. Három gyermekük van: Marin, Herborg Silja és Ingilín Didriksen. Családjával együtt Vestmannában él.